# مشاكل بيئية في الإمارات العربية المتحدة

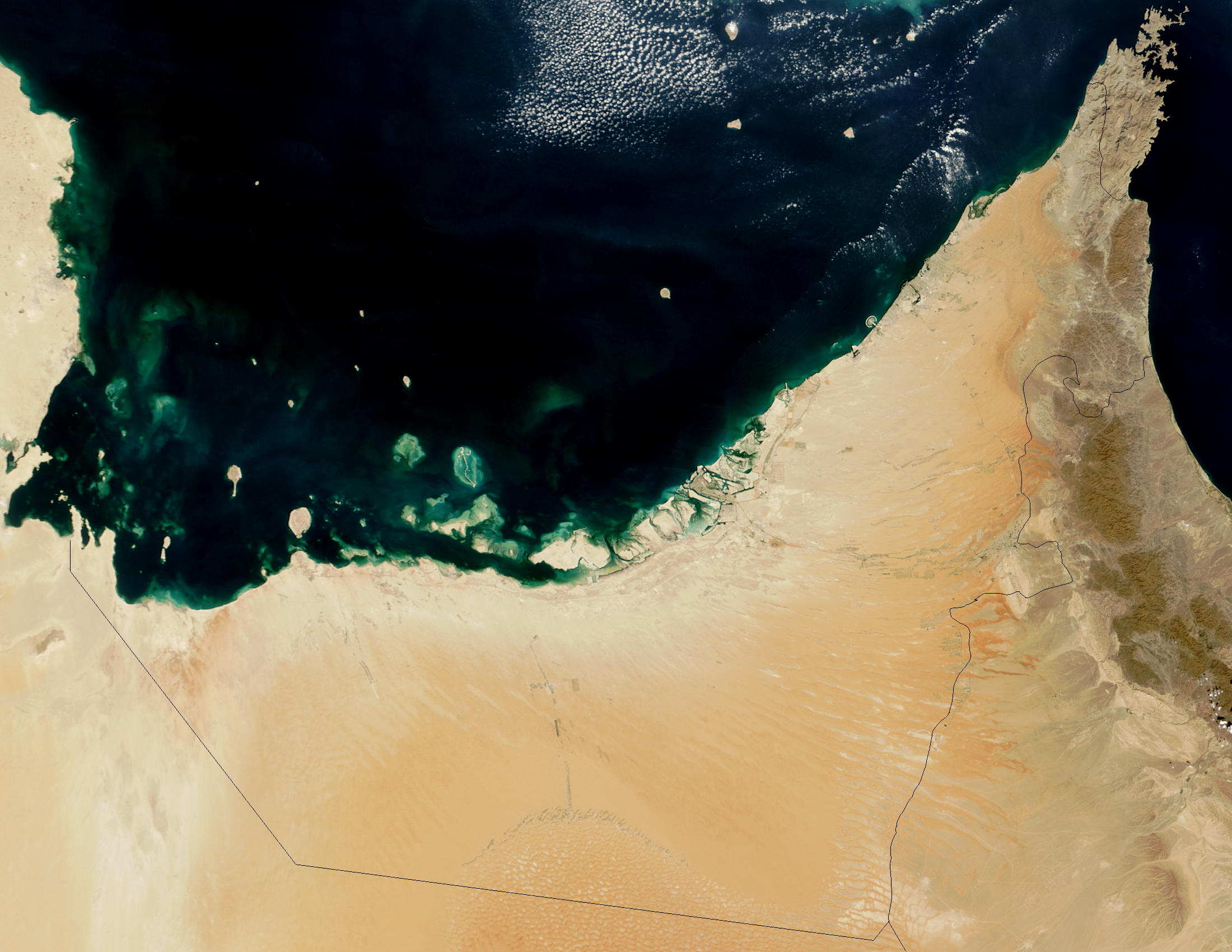
الإمارات العربية المتحدة من الفضاء.

التحديات البيئية في الإمارات العربية المتحدة ناتجة عن استغلال الموارد الطبيعية، والنمو السكاني المتسارع، والطلب المرتفع على الطاقة. يساهم الارتفاع المستمر لدرجة الحرارة نتيجة الاحتباس الحراري العالمي في ندرة المياه في الإمارات العربية المتحدة، والجفاف فيها، وارتفاع مستوى البحر فيها، وقحولها. يواجه ريف الإمارات العربية المتحدة، والذي يتميز بأراضيه الكبيرة القاحلة، وندرة الهطولات فيه، وارتفاع درجة الحرارة، قحولًا طويل الأمد أصلًا. وهذا الوضع معرض بشدة لآثار التغير المناخي ويساهم في زيادة ندرة المياه وجودتها وتلوثها سوءًا.
تقع الإمارات العربية المتحدة في الشرق الأوسط بين عمان والمملكة العربية السعودية، واصلةً خليج عمان والخليج العربي. في السنوات الأخيرة، زاد أثر الاحتباس الحراري على الإمارات العربية المتحدة من شدة المشاكل البيئية الموجودة أصلًا، ومنها ندرة المياه ومحدودية الأراضي الزراعية. الإمارات العربية المتحدة مساهمة في انبعاث غازات الدفيئة، ومدرجة بكونها الدولة التاسعة والعشرين في ترتيب الدول من حيث ارتفاع انبعاثات ثنائي أكسيد الكربون. بما أن طفرة الصناعة النفطية حدثت في أوائل القرن الحادي والعشرين، فإن تعدادها السكاني واستهلاكها للطاقة ازداد بشكل حاد.
تحتوي الإمارات العربية المتحدة على سابع أكبر مخزون من الموارد الطبيعية للنفط، وسابع أكبر احتياطي من الغاز الطبيعي. دفع امتلاك هذه الكمية المرتفعة من الموارد الطبيعية القيمة الإمارات العربية المتحدة لموقع الدولة التاسعة ثراءً في العالم من حيث حصة الفرد من الناتج الوطني المحلي لعام 2016. تدعم هذه الموارد المالية قدرة الإمارات على التكيف لمواجهة «التحديات الناتجة عن تغير المناخ». حاليًا، تستثمر الإمارات في زيادة بنيتها التحتية لتكييف الهواء، ومنظومات تصريف مياه الأمطار، وبناء حواجز جديدة للفيضانات ومحطات تحلية جديدة لمياه البحر. في يونيو 2016 أعلنت إمارة أبو ظبي مشروعًا لتحسين منظومات تصريف مياه الأمطار بسبب العواصف الرعدية غير طبيعية الحدوث التي شهدتها في مارس 2016 وسببت 860 حالة ما بين فيضان وضرر للعقارات.
أيضًا، تساهم ثلاث خصائص أساسية لسياسات الإمارات العربية المتحدة في عدم الاستقرار الطبيعي الأخير: أولًا، العناصر المميزة التي تجعل الإمارات دولة ريعية. يحكمها نظام سياسي سلطوي، وأخيرًا، كل من هاتين الحقيقتين تؤدي إلى تجارات تتعلق بالموارد الطبيعية. على وجه الخصوص، فإن كون الإمارات العربية المتحدة دولة ريعية يعني أن الأرباح الاتحاد يجني أجورًا خارجية من أفراد أجنبيين وشركات وحكومات أجنبية. يهيمن على اقتصاد الدولة الريعية الاعتماد على الأجور الخارجية. تعد العوائد النفطية أيضًا أجورًا خارجية.

## المشاكل
يمكن تقسيم أبرز المشاكل البيئية في الإمارات العربية المتحدة إلى:
- فقدان المواطن الطبيعية للحياة البرية
- التغير المناخي وآثاره
- محدودية الأراضي الزراعية
- تلوث الهواء
- تلوث الأراضي
- محدودية الموارد المائية
- فرط استغلال الثروة السمكية
- توليد النفايات

### خلفية تاريخية
الإمارات العربية المتحدة، التي تأسست عام 1971، اتحاد فدرالي نامٍ لسبع إمارات: أبو ظبي، عجمان، دبي، الفجيرة، راس الخيمة، الشارقة، أم القيوين. كانت المنطقة التي تقع فيها الإمارات العربية المتحدة اليوم مأهولةً بالأصل من البدو ولم تكن تشهد سوى تنمية برية. في آخر 40 سنة تطورت الإمارات العربية المتحدة -بتعداد سكاني يبلغ 9,156,963 مواطنًا- لتغدو واحدةً من أسرع البلدان نماءً في العالم. ويدفع نموهم الهائل هذا استغلال مواردهم الغازية والنفطية الذي بلغ ذروته في العقد الأول من القرن الحادي والعشرين عندما أصبحت الأسرة الحاكمة الخليجية أخيرًا معتمدةً على صادراتها النفطية والغازية. تكاد ثروة الأسرة الحاكمة الخليجية أن تأتي بكاملها من صادراتهم الضخمة من الوقود الأحفوري، وبالتالي فهم لم يكونوا قط مهتمين بشكل خاص بالتعاون أو التفاوض فيما يخص الاحتباس الحراري. منذ اشتداد الاحتباس الحراري وبعد أن ساءت آثاره على الإمارات العربية المتحدة، فقد بدؤوا باتخاذ إجراءات مهمة فيما يخص التغير المناخي.

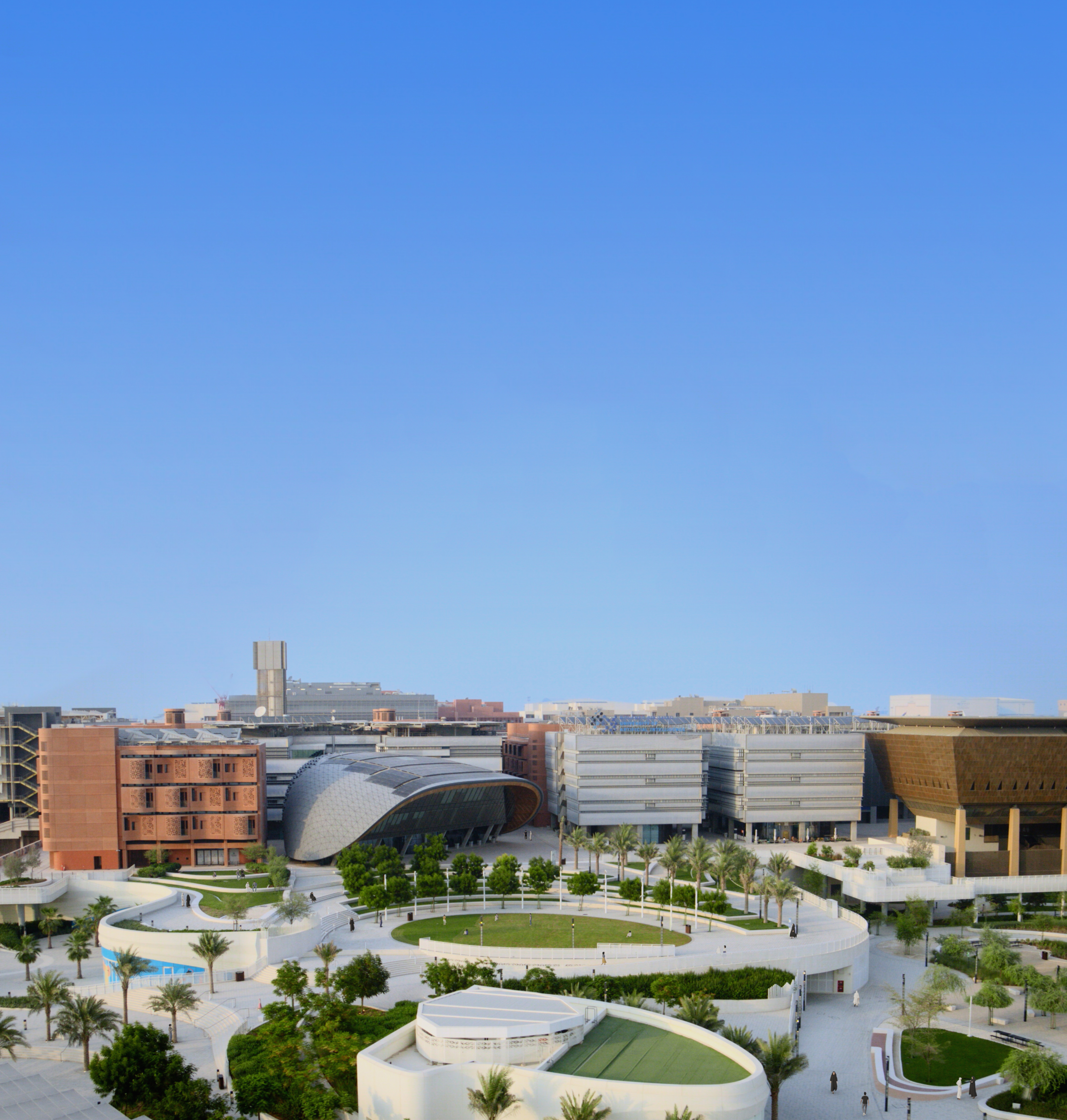
مدينة مصدر

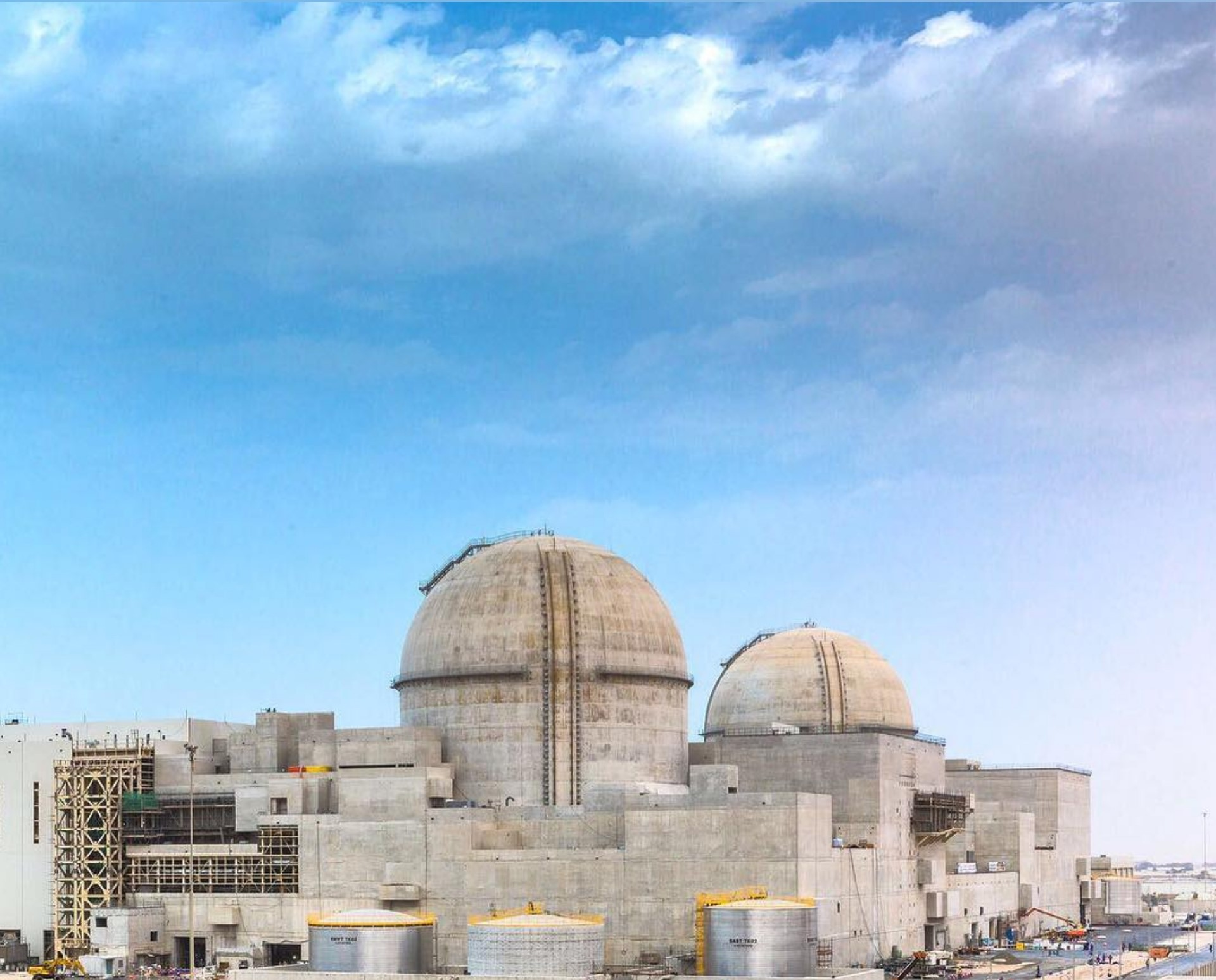
محطة براكة للطاقة النووية

في 2005، وقعت الإمارات العربية المتحدة على اتفاقية كيوتو ليصبح جزءًا من اتفاقية الأمم المتحدة بشأن التغير المناخي، فأصبحت بالتالي تمثل الرائدة «الخضراء» للدول الكبرى المنتجة للنفط. بدأت الإمارات العربية المتحدة، بتركيز على أغنى إماراتها أبو ظبي ودبي، أول فعل يتعلق بالتغير المناخي بإطلاق مشاريع «خضراء» صغيرة في 2006. مثلًا: كان مشروع مدينة مصدر أولى مساهمات أبو ظبي في مواجهة الاحتباس الحراري عن طريق تطبيق الاستدامة الطبيعية في الحياة اليومية للناس، مثلًا باستخدام الطاقة الشمسية. أنشأت أبو ظبي شكلًا جديدًا من التسويق لنفسها من خلال إعلان نفسها رائدةً «خضراء» وإظهار أن «ثروة الوقود الأحفوري يمكن أن تستخدم وستستخدم للترويج للطاقة النظيفة ومبادرات الاستدامة البيئية إذا كان هناك دافع اقتصادي أو سياسي، كما في أي دولة أخرى». أخيرًا، استضافت الإمارات العربية المتحدة الوكالة الدولية للطاقات المتجددة في 2009.
حاليًا، تركز الإمارات العربية المتحدة بشكل رئيسي على التحديات الاقتصادية لنضوب كميات الموارد الطبيعية مع تنظيم استقرار الواردات والصادرات في الوقت ذاته. هذا هو السبب الذي دفع الإمارات العربية المتحدة لضمان الأمن الطاقي من خلال الطاقة النووية حيث تم إنشاء محطة براكة للطاقة النووية وهي أول محطة للطاقة النووية في الإمارات العربية المتحدة بالإضافة إلى الطاقات المتجددة، وتحديدًا الطاقة الشمسية.

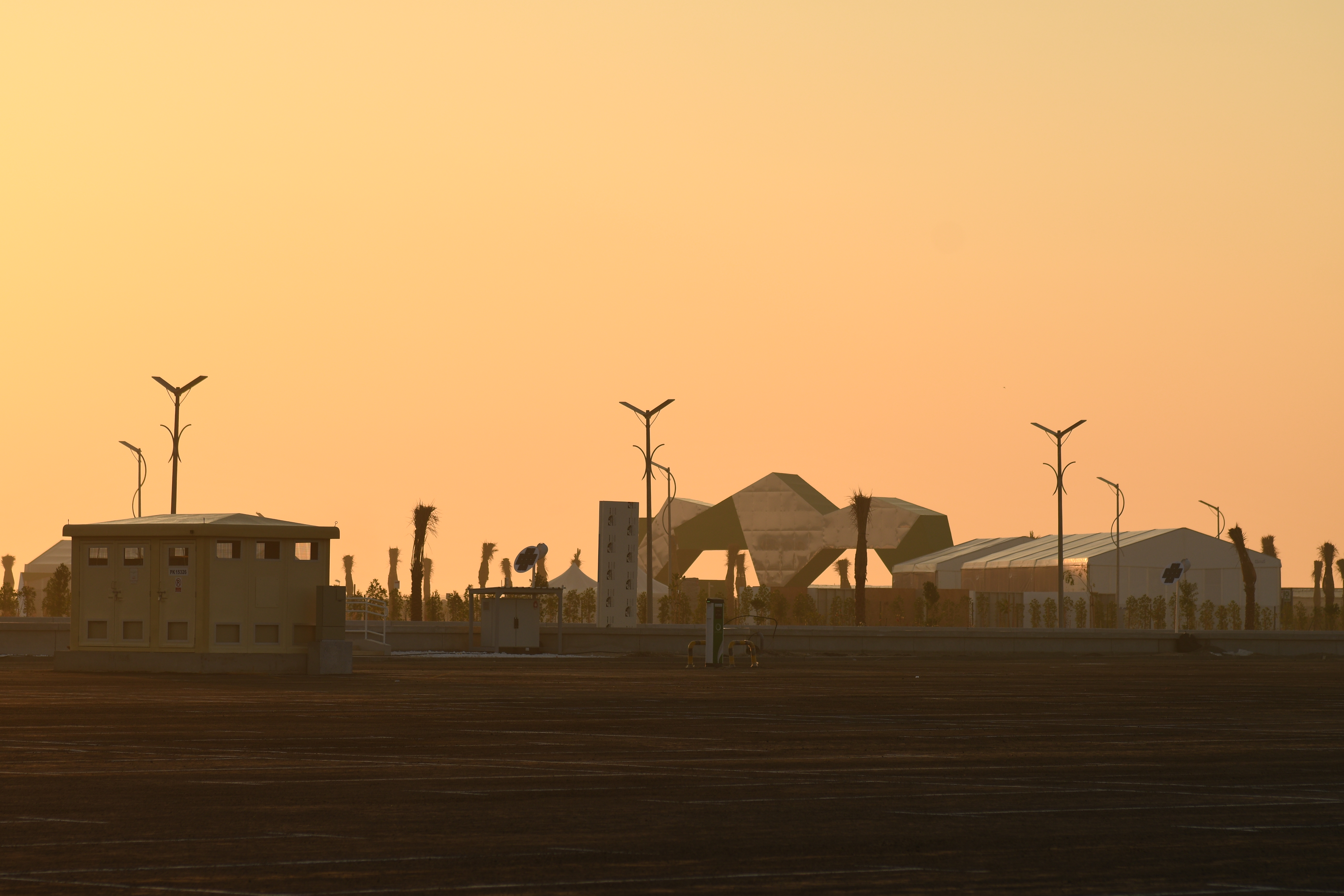
مجمع محمد بن راشد آل مكتوم للطاقة الشمسية

«لقد شهدنا تطورات شمسية مؤثرة في الإمارات العربية المتحدة هذا العام ]2016[ مع حديقة محمد بن راشد آل مكتوم في دبي، ومؤخرًا في أبو ظبي حيث تلقت المحطة المخطط إنشائها لألواح الخلايا الضوئية الجهدية الشمسية باستطاعة 350ميغاواط في سويحان عروضًا شديدة التنافسية، يعرض أدناها سعرًا منخفضًا هو الأدنى عالميًا إذ يبلغ 2.42 سنتًا أمريكيًا/كيلوواط ساعي» حسب علي الشعفار وكيل رئيس بعثة الإمارات العربية المتحدة. ويلفت الشعفار إلى تطور الإمارات العربية المتحدة الكبير في مجال الطاقة الشمسية.
خلال توسعة الإمارات العربية المتحدة لبنيتها التحتية في مجال الطاقات المتجددة، تتحداها ثلاث مشاكل بيئية أساسية: خسارة المواطن الطبيعية للحياة البرية من خلال التحول الصناعي وتوسع المدن، ومحدودية الأراضي الزراعية نتيجة الطبيعة القاحلة للإمارات العربية المتحدة وانخفاض مستوى الأمطار، وأخيرًا اشتداد آثار التغير المناخي كارتفاع مستوى البحر وزيادة حدوث العواصف الرملية. وعلى وجه الخصوص، يساهم تعدادهم السكاني المتزايد في الزيادة من اعتمادهم على محطات تحلية المياه وزيادة الواردات الغذائية الضخمة من المورد الأساسي لهم، الهند.
في التطور المستقبلي للإمارات العربية المتحدة، يتنبأ لومي بأنهم سيستمرون بالاستهلاك الجائر مع تطبيق التكنولوجيا المحسنة. «طالما أن الموارد الطاقية والإيجارات الخارجية موجودة، ستحتفظ الأسر الملكية الخليجية على الأقل نظريًا بقدرتها على المحافظة على أساليب حياتهم العصرية المستهلكة للطاقة (مع تكييف الهواء وتحلية مياه البحر)، ومؤونتهم الغذائية الآمنة من خلال الزراعة المحلية المدعومة ومشتريات الأراضي الزراعية الأجنبية، والاستمرار بمشاريعهم المترفة للتلاعب بالأراضي، وبشكل عام، المحافظة على قدرة قوية للدولة من خلال توزيع الإيجارات، رغم ارتفاع درجات الحرارة ومستوى مياه البحر.

## خطط الامارات لحماية البيئة من التلوث
ترسم الإمارات الخطط للحد من التلوث البيئي ومن أبرزها:

#### إنشاء المدن المستدامة
تتبع المدن المستدامة طرقاً حديثة للحفاظ على البيئة،أهمها ترشيد استخدام الموارد وتجنب استنزاف المياه والكهرباء، كما صُممت المنازل في المدن المستدامة باستخدام مواد بناء صديقة للبيئة لضمان كفاءة استهلاك الطاقة بشكل مثالي ومن أبرز هذه المدن هي:
- مدينة دبي المستدامة
- مدينة زهرة الصحراء
- مدينة دبي الجنوب
- جميرا جولف استيت
- واحة دبي للسيليكون

#### خطة إدارة النفايات
وتشمل تقليل كمية النفايات وزيادة الوعي حول إعادة تدوير النفايات في الإمارات،وتطوير مراكز إعادة التدوير ومراكز أخرى للمعالجة الحديثة والفعالة للنفايات.

#### حماية الحيوانات المهددة بالانقراض
تهدف هذه الخطة إلى حماية الحياة البرية والبحرية النباتات المهددة من الانقراض، و إنشاء مناطق حماية وحدائق طبيعية ومحميات بحرية لحماية الحيوانات المهددة بالانقراض في الإمارات.